# Samsung Galaxy Grand
De Samsung Galaxy Grand is een Android-phablet van het bedrijf Samsung. Het Zuid-Koreaanse conglomeraat bracht de mini-tablet uit in januari 2013. Het moet een low-budgettoestel worden voor mensen die een groot scherm willen. Hij komt in een zwarte en witte uitvoering.
De Grand heeft een aanraakscherm met een diagonaal van 12,7 cm met een resolutie van 800 x 480 pixels, wat neerkomt op 187 pixels per inch. De processor heeft twee kernen (dualcore) en is afgeklokt op 1,2 GHz. Standaard heeft het toestel 8 GB opslaggeheugen, wat uit te breiden is tot 64 GB via een microSD-kaart. Verder heeft de telefoon twee camera's: de achterste heeft een resolutie van 8 megapixels en de voorste camera heeft 2 megapixels.
Galaxy ·
Galaxy 3 ·
Galaxy 5 ·
Ace 2 ·
Ace plus ·
Ace ·
Beam ·
Core ·
Express ·
Fit ·
Fame ·
Gio ·
Grand ·
Mega ·
Mini ·
Nexus ·
Note ·
Note 2 ·
Note 3 ·
Player ·
Pocket ·
Pocket 2 ·
Portal ·
Prevail ·
R ·
TxT ·
Spica
W ·
Xcover ·
Y ·
Y2

A-serie:
A3 ·
A5 ·
A6 ·	
A7 ·
A8 ·
A9 ·
A00 ·
A10 ·
A20 ·
A30 ·
A40 ·
A50 ·
A60 ·
A70 ·
A80 ·
A90

S-serie:
Galaxy S ·
S Plus ·
S Advance ·
S Duos ·
S II ·
S II Plus ·
S III ·
S III Mini ·
S4 ·
S4 Mini ·
S5 ·
S5 Mini ·
S5 Plus ·
S5 Neo · 
S6 ·
S7 ·
S8 ·
S9 ·
S10 ·
S20 ·
S21 ·
S22 ·
S23 ·
S24